# El Obeid
Pour les articles homonymes, voir Obeid.
El Obeid (en arabe : الأبيض al-Ubayyid) est une ville du centre du Soudan. Elle est la capitale de l'État du Kordofan du Nord. Sa population est estimée à plus de 420 000 habitants en 2007.

## Géographie
Située au cœur d'une oasis fertile, la ville est située à environ 350 km au sud-ouest de Khartoum, au nord des montagnes de Nuba. La route transafricaine 6 N'Djamena-Djibouti  passe par El Obeid.

## Histoire
Fondée en 1821 par les pachas du Sultanat mamelouk, alors sous domination ottomane, El Obeid fut un important centre caravanier sur la route du Tchad à la mer Rouge. Elle fut détruite en grande partie par les madhistes en 1883.

## Économie

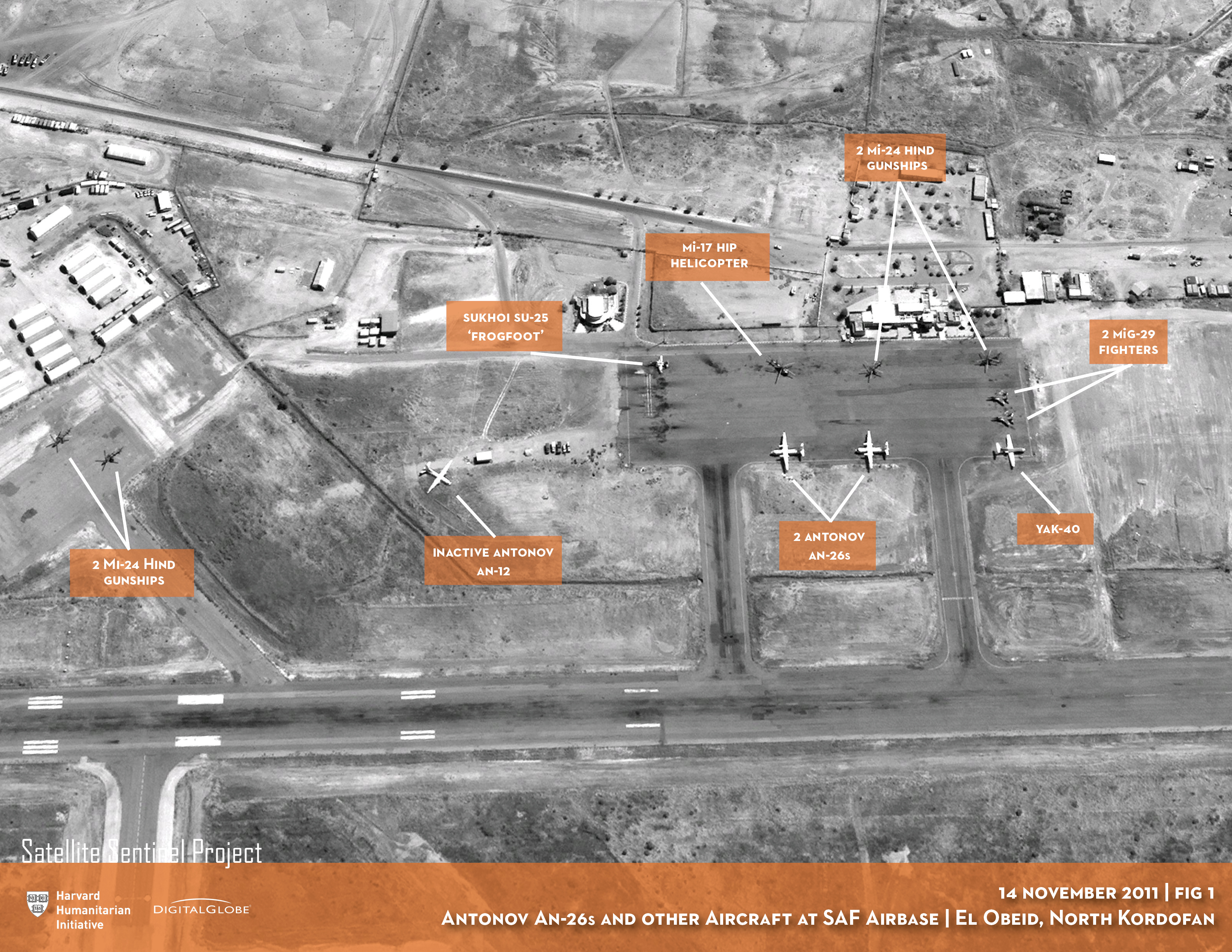
La base aérienne d'El Obeid en 2012.

La ville est aujourd'hui un important centre de commerce de la gomme arabique. Son souk est également actif pour les oléagineux et les produits agricoles. El Obeid possède un aéroport utilisé comme base aérienne.

## Lieux et monuments
La ville possède une cathédrale, la cathédrale Notre-Dame-Reine-d'Afrique, et un musée.